# Meeuwen-Gruitrode
Meeuwen-Gruitrode (en limburguès Miëve-Roj) és un antic municipi belga de la província de Limburg a la regió de Flandes. Era compost pels antics municipis d'Ellikom, Gruitrode, Meeuwen, Neerglabbeek i Wijshagen. L'1 de gener de 2019 va fusionar amb Opglabbeek per formar un municipi nou anomenat Oudsbergen.

## Evolució demogràfica des de 1977
Font: INS